# 謝爾巴基 (波爾塔瓦州)
49°7′28″N 33°34′53″E / 49.12444°N 33.58139°E
謝爾巴基（羅馬化：Shcherbaky）是烏克蘭的村落，位於該國中部波爾塔瓦州，處於普肖爾河右岸，距離波托基1公里，海拔高度69米，2001年人口277，91%居民使用烏克蘭語。